# Relaciones Estados Unidos-Islas Caimán
Las relaciones Estados Unidos-Islas Caimán son las relaciones diplomáticas entre Estados Unidos y el territorio de ultramar británico de las Islas Caimán.

## Descripción general
Aunque el Reino Unido es responsable de la defensa y los asuntos externos de las Islas Caimán, los asuntos bilaterales importantes a menudo se resuelven mediante negociaciones entre el Gobierno de Caimán y los gobiernos extranjeros, incluido Estados Unidos. A pesar de los estrechos vínculos históricos y políticos con el Reino Unido y Jamaica, la geografía y el aumento del turismo y las finanzas internacionales en la economía de las Islas Caimán han hecho de los Estados Unidos su socio económico extranjero más importante. Después de una disminución en los turistas de los Estados Unidos después de los ataques del 11 de septiembre de 2001, más de 200.000 ciudadanos estadounidenses viajaron por aire a las Islas Caimán en 2004; 4,761 estadounidenses residían allí a partir de 2005.
Para los inversionistas y empresas estadounidenses y otros inversionistas extranjeros, el principal atractivo de las Islas Caimán como centro financiero es la ausencia de todos los impuestos directos, el movimiento capital, regulaciones gubernamentales mínimas, y una infraestructura financiera bien desarrollada.
Con el aumento del tráfico internacional de narcóticos, el gobierno de Caimán firmó un Acuerdo de Estupefacientes de 1984 y un Tratado de asistencia jurídica mutua de 1986 con los Estados Unidos para reducir el uso de sus instalaciones para el lavado de dinero. operaciones En junio de 2000, las islas multilaterales enumeraron a las Islas Caimán como un paraíso fiscal y un territorio no cooperativo en la lucha lavado de dinero. La rápida respuesta del país al promulgar leyes que limitan el secreto bancario, introduciendo requisitos para la identificación de los clientes y el mantenimiento de registros, y para que los bancos cooperen con investigadores extranjeros llevó a su eliminación de la lista de territorios no cooperativos en junio de 2001.

## Representación de Estados Unidos
Los Estados Unidos no mantienen oficinas diplomáticas en las Islas Caimán. Las relaciones diplomáticas se llevan a cabo a través de la Embajada de los Estados Unidos en Londres y Embajada británica en Washington D. C.
Sin embargo, las Islas Caimán son parte del distrito consular administrado por la Embajada de los Estados Unidos en Kingston (Jamaica). También hay una Agencia Consular de los EE. UU. En George Town en Gran Caimán para ayudar a proporcionar servicios a los ciudadanos estadounidenses.